# Jazda indywidualna

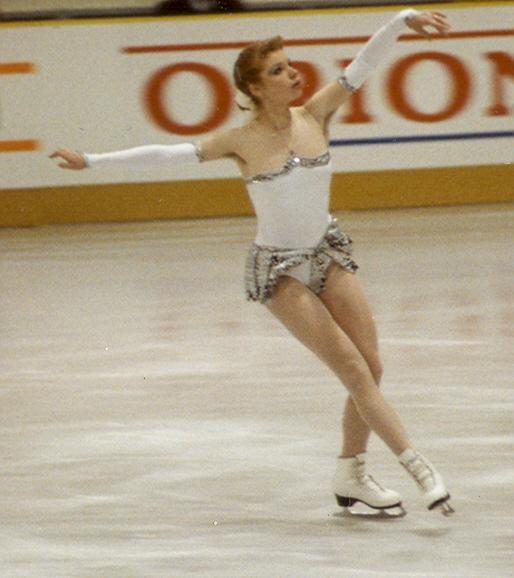
Łyżwiarka – Solistka

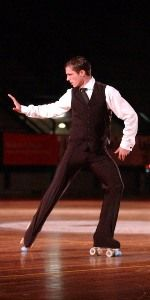
Wrotkarz – Solista

Jazda indywidualna kobiet i mężczyzn, to konkurencje rozgrywane w ramach jazdy figurowej na lodzie oraz wrotkarstwa artystycznego, w których kobiety (tzw. solistki) i mężczyźni (soliści) wykonują indywidualnie (w przeciwieństwie do par sportowych i tanecznych) swoje programy.
Długość i zawartość (choć ta mniej rygorystycznie) układów jest ściśle określona, i różni się w zależności od płci i kategorii wiekowej. Zawodnicy muszą wykonać określoną liczbę i rodzaj skoków, piruetów, sekwencji kroków i spiral. 

## Programy w łyżwiarstwie figurowym
Zawodnicy wykonują dwa programy (układy) – krótki (techniczny) i dowolny. Do roku 2006 na liczniej obsadzonych zawodach zdarzała się konieczność dwukrotnego wykonywania programu dowolnego, z czego jeden w ramach rundy kwalifikacyjnej, która liczyła się do ogólnej punktacji jedynie na Mistrzostwach Świata. Do 1990 roku natomiast, zawody zaczynały się od jazdy obowiązkowej (tzw. figury obowiązkowe).

## Strony źródłowe
- Regulaminy i dokumenty dotyczące kategorii indywidualnych na stronie Polskiego Związku Łyżwiarstwa Figurowego
- Regulaminy i komunikaty. static.isu.org. [zarchiwizowane z tego adresu (2016-10-11)]. na stronie Międzynarodowej Unii Łyżwiarskiej